# Озиранський Юрій Михайлович
Юрій Михайлович Озиранський — радянський український звукорежисер. Нагороджений орденом Червоної Зірки, медалями. Відомий своєю діяльністю в галузі кінематографії. Він є випускником Київського інституту кінематографії, де здобув освіту, яка підготувала його до роботи в кіноіндустрії. Його внесок у звукорежисуру пов’язаний із технічним забезпеченням фільмів, забезпеченням якості звукових ефектів та синхронізації звуку у вітчизняних кінематографічних проєктах.

## Життєпис
Народився 20 квітня 1924 року. Закінчив Київський інститут кіноінженерів (1949) року.
Працював на студії «Укртелефільм». 
Був членом Спілки кінематографістів України.

## Фільмографія
Оформив стрічки: 
- «Стан 1700» (1958)
- «Звичайний рейс» (1959)
- «Наші зустрічі» (1960)
- «Щедре серце» (1962)
- «Свіччине весілля» (у титрах — Ю. Озеранський) (1962, т/ф, реж. Р. Єфименко)
- «Чужий дім» (1963)
- «Кобзар» (1964)
- «Голоси Еллади» (1965)
- «Народні таланти України» (1965)
- «Розумні речі» (1965)
- «Джерело натхнення» (1966)
- «Симфонія» (1966)
- «Мелодії друзів» (1966)
- «Тут жив Кобзар» (1966)
- «Буйноцвіття талантів» (1967)
- «Повість про вічний вогонь» (1967)
- «Година над планетою» (1968)
- «Сліпий дощ...» (1968, реж. В. Гресь)
- «Сталь і троянди» (1968)
- «Банкір» (1969)
- «Лиха доля» (1969)
- «Для домашнього вогнища» (у титрах — Ю. Озирянський) (1970, реж. Ю. Суярко, Б. Мешкіс)
- «Рим, 17...» (у титрах — Ю. Озирянський) (1972, реж. Ю. Суярко) та ін.

| Кінематографіст | Це незавершена стаття про кінематографіста чи кінематографістку. Ви можете допомогти проєкту, виправивши або дописавши її. |